# Llista de monuments del Barcelonès Nord
Llista de monuments del Barcelonès Nord inclosos en l'Inventari del Patrimoni Arquitectònic Català pels municipis de Badalona, Sant Adrià del Besòs i Santa Coloma de Gramenet (Barcelonès Nord). Inclou els inscrits en el Registre de Béns Culturals d'Interès Nacional (BCIN) amb la classificació de monuments històrics i els Béns Culturals d'Interès Local (BCIL) de caràcter arquitectònic.

## Badalona
| Monument                                                                     | Protecció    | Estil/època                                                                              | Localització                                                   | Coordenades                                            | Codi?         | Imatge |
| ---------------------------------------------------------------------------- | ------------ | ---------------------------------------------------------------------------------------- | -------------------------------------------------------------- | ------------------------------------------------------ | ------------- | --- |
| Monestir de Sant Jeroni de la Murtra, o de Sant Jeroni de la Vall de Betlem  | BCIN 9-MH-EN | Gòtic, renaixement XV-XVI                                                                | Badalona Camí a Sant Jeroni de la Murtra                       | 41° 28′ 12″ N, 2° 13′ 16″ E / 41.469923°N,2.221054°E   | RI-51-0003966 | Monestir de Sant Jeroni de la Murtra (Badalona) · Vegeu més fotos d'aquest monument · Carregueu una nova foto d'aquest monument           |
| Can Canyadó                                                                  | BCIN 10-MH   | Obra popular XVI-XVII                                                                    | Badalona C. Pompeu Fabra, 28-50. Pomar de Baix                 | 41° 27′ 30″ N, 2° 15′ 25″ E / 41.458214°N,2.256988°E   | RI-51-0003962 | Can Canyadó (Badalona) · Vegeu més fotos d'aquest monument · Carregueu una nova foto d'aquest monument                                    |
| Casa Enric Pavillard                                                         | BCIN 11-MH   | Modernisme Joan Amigó i Barriga XX (1906)                                                | Badalona Av. Martí Pujol, 23 (Riera de Canyet)                 | 41° 26′ 48″ N, 2° 14′ 52″ E / 41.446667°N,2.247694°E   | RI-51-0004449 | Casa Enric Pavillard (Badalona) · Vegeu més fotos d'aquest monument · Carregueu una nova foto d'aquest monument                           |
| Castell de Godmar, o Cal Comte                                               | BCIN 288-MH  | Gòtic, historicisme XV-XIX                                                               | Badalona Carretera de Pomar                                    | 41° 28′ 28″ N, 2° 14′ 41″ E / 41.47444°N,2.24472°E     | RI-51-0005191 | Castell de Godmar (Badalona) · Vegeu més fotos d'aquest monument · Carregueu una nova foto d'aquest monument                              |
| Torre Vella                                                                  | BCIN 496-MH  | Gòtic-renaixement XV-XVI, XVIII                                                          | Badalona Pl. Barberà, 13                                       | 41° 27′ 10″ N, 2° 14′ 48″ E / 41.452667°N,2.246722°E   | RI-51-0005190 | Torre Vella (Badalona) · Vegeu més fotos d'aquest monument · Carregueu una nova foto d'aquest monument                                    |
| Can Bofí Vell                                                                | BCIN 907-MH  | Obra popular XV-XVI                                                                      | Badalona Travessera de Montigalà (sobre el carrer Sant Fermí)  | 41° 27′ 19″ N, 2° 14′ 02″ E / 41.455361°N,2.233806°E   | RI-51-0005192 | Can Bofí Vell (Badalona) · Vegeu més fotos d'aquest monument · Carregueu una nova foto d'aquest monument                                  |
| Aqüeducte de Sant Jeroni de l'Aigua de Dosrius                               |              | Obra popular XIX Final                                                                   | Badalona Sota Sant Jeroni de la Murtra                         | 41° 28′ 00″ N, 2° 13′ 28″ E / 41.466632°N,2.224372°E   | IPA-20488     | Aqüeducte de Sant Jeroni de l'Aigua de Dosrius (Badalona) · Vegeu més fotos d'aquest monument · Carregueu una nova foto d'aquest monument |
| Casa Consistorial                                                            | BCIL 1984    | Historicisme Francesc de Paula Villar i Lozano XIX Final                                 | Badalona Pl. de la Vila                                        | 41° 27′ 00″ N, 2° 14′ 51″ E / 41.450073°N,2.247597°E   | IPA-20489     | Casa Consistorial (Badalona) · Vegeu més fotos d'aquest monument · Carregueu una nova foto d'aquest monument                              |
| Estació Vella                                                                | BCIL 1984    | Eclecticisme Salvador Soteras i Taberner XX                                              | Badalona Pl. Roca i Pi                                         | 41° 26′ 45″ N, 2° 14′ 56″ E / 41.445815°N,2.248944°E   | IPA-20490     | Estació Vella (Badalona) · Vegeu més fotos d'aquest monument · Carregueu una nova foto d'aquest monument                                  |
| Mercat Maignon                                                               | BCIL 1984    | Arquitectura del ferro, modernisme Pere Falqués i Urpí XIX Final (1889)                  | Badalona Arnús, 41 - Pl. Maignon                               | 41° 26′ 54″ N, 2° 14′ 51″ E / 41.448290°N,2.247511°E   | IPA-20491     | Mercat Maignon (Badalona) · Vegeu més fotos d'aquest monument · Carregueu una nova foto d'aquest monument                                 |
| Mercat Torner                                                                | BCIL 1984    | Arquitectura del ferro, modernisme Josep Fradera i Botey, Enric Casas i Casals XX (1926) | Badalona Pl. de Torner                                         | 41° 26′ 42″ N, 2° 14′ 28″ E / 41.444888°N,2.241109°E   | IPA-20492     | Mercat Torner (Badalona) · Vegeu més fotos d'aquest monument · Carregueu una nova foto d'aquest monument                                  |
| Col·legi de Sant Andreu                                                      | BCIL 1984    | Historicisme, modernisme Francesc Rogent i Pedrosa XIX (1889)                            | Badalona C. Arnús, 16-18                                       | 41° 26′ 56″ N, 2° 14′ 47″ E / 41.448889°N,2.246416°E   | IPA-20493     | Col·legi de Sant Andreu (Badalona) · Vegeu més fotos d'aquest monument · Carregueu una nova foto d'aquest monument                        |
| Església i convent de Monges Clarisses                                       |              | Neoclassicisme XIX Mitjan                                                                | Badalona C. Arnús                                              | 41° 26′ 52″ N, 2° 14′ 51″ E / 41.447714°N,2.247495°E   | IPA-20494     | Església i convent de Monges Clarisses (Badalona) · Vegeu més fotos d'aquest monument · Carregueu una nova foto d'aquest monument         |
| Casa Francesc Prat i Bosch                                                   | BCIL 1984    | Noucentisme, modernisme Joan Amigó XX (1922)                                             | Badalona C. de Mar, 15                                         | 41° 26′ 58″ N, 2° 14′ 52″ E / 41.449498°N,2.247886°E   | IPA-20495     | Casa Francesc Prat i Bosch (Badalona) · Vegeu més fotos d'aquest monument · Carregueu una nova foto d'aquest monument                     |
| Farmàcia Serentill                                                           | BCIL 1984    | Noucentisme Joan Amigó i Barriga XX (1924)                                               | Badalona C. de Mar, 23                                         | 41° 26′ 58″ N, 2° 14′ 53″ E / 41.44944°N,2.247984°E    | IPA-20496     | Farmàcia Serentill (Badalona) · Vegeu més fotos d'aquest monument · Carregueu una nova foto d'aquest monument                             |
| Antiga Ferreteria Badalonesa                                                 | BCIL 1984    | Joan Padrós i Fornaguera XX (1927)                                                       | Badalona C. de Mar, 44                                         | 41° 26′ 57″ N, 2° 14′ 53″ E / 41.449098°N,2.248147°E   | IPA-20497     | Antiga Ferreteria Badalonesa (Badalona) · Vegeu més fotos d'aquest monument · Carregueu una nova foto d'aquest monument                   |
| Sabateria Gubern                                                             |              | Darreres tendències XX Final                                                             | Badalona C. de Mar, 54-56                                      | 41° 26′ 56″ N, 2° 14′ 54″ E / 41.448905°N,2.248362°E   | IPA-20498     | Sabateria Gubern (Badalona) · Vegeu més fotos d'aquest monument · Carregueu una nova foto d'aquest monument                               |
| Drogueria Boter                                                              | BCIL 1984    | Joan Amigó i Barriga XX                                                                  | Badalona C. de Mar, 71                                         | 41° 26′ 54″ N, 2° 14′ 56″ E / 41.448463°N,2.249027°E   | IPA-20499     | Drogueria Boter (Badalona) · Vegeu més fotos d'aquest monument · Carregueu una nova foto d'aquest monument                                |
| Farmàcia Surroca                                                             | BCIL 1984    | Art Déco Joan Amigó i Barriga XX (1930)                                                  | Badalona C. de Mar, 76                                         | 41° 26′ 55″ N, 2° 14′ 56″ E / 41.448529°N,2.248807°E   | IPA-20500     | Farmàcia Surroca (Badalona) · Vegeu més fotos d'aquest monument · Carregueu una nova foto d'aquest monument                               |
| Escola Gitanjali, Casa Leonard Le Prévost                                    | BCIL 1984    | Modernisme Joan Amigó i Barriga XX (1908)                                                | Badalona Av. Martí i Pujol, 37-39                              | 41° 26′ 49″ N, 2° 14′ 52″ E / 41.446836°N,2.2478°E     | IPA-20501     | Escola Gitanjali (Badalona) · Vegeu més fotos d'aquest monument · Carregueu una nova foto d'aquest monument                               |
| Conjunt de cases de la Riera d'en Folch                                      | BCIL 1984    | Noucentisme Josep Maria Ribas i Casas XX (1923)                                          | Badalona Av. Martí i Pujol, 32-38                              | 41° 26′ 50″ N, 2° 14′ 53″ E / 41.447103°N,2.248045°E   | IPA-20502     | Conjunt de cases de la Riera d'en Folch (Badalona) · Vegeu més fotos d'aquest monument · Carregueu una nova foto d'aquest monument        |
| Casa Enric Mir i Carreras                                                    | BCIL 1984    | Modernisme Joan Amigó i Barriga XX (1910)                                                | Badalona Av. Martí i Pujol, 45-47                              | 41° 26′ 49″ N, 2° 14′ 52″ E / 41.446956°N,2.247667°E   | IPA-20503     | Casa Enric Mir i Carreras (Badalona) · Vegeu més fotos d'aquest monument · Carregueu una nova foto d'aquest monument                      |
| Casa Rafael Gafarel·lo                                                       | BCIL 1984    | Modernisme Joan Amigó XX (1923)                                                          | Badalona C. Enric Borràs, 26 - Dos de Maig, 38                 | 41° 26′ 48″ N, 2° 14′ 47″ E / 41.446707°N,2.246268°E   | IPA-20504     | Casa Rafael Gafarel·lo (Badalona) · Vegeu més fotos d'aquest monument · Carregueu una nova foto d'aquest monument                         |
| Casa i taller Joan Tolrà                                                     | BCIL 1984    | Modernisme Joan Amigó i Barriga XX (1909)                                                | Badalona C. Enric Borràs, 19-25                                | 41° 26′ 48″ N, 2° 14′ 48″ E / 41.446692°N,2.246545°E   | IPA-20505     | Casa i taller Joan Tolrà (Badalona) · Vegeu més fotos d'aquest monument · Carregueu una nova foto d'aquest monument                       |
| Parròquia de Sant Josep                                                      | BCIL 1984    | Historicisme Joan Amigó XX (1921)                                                        | Badalona C. Enric Borràs - Av. Sant Ignasi                     | 41° 26′ 43″ N, 2° 14′ 44″ E / 41.44524°N,2.245529°E    | IPA-20506     | Parròquia de Sant Josep (Badalona) · Vegeu més fotos d'aquest monument · Carregueu una nova foto d'aquest monument                        |
| Casa Cascante                                                                | BCIL 1984    | Historicisme, modernisme Àureo Bis Mas de Xaxàs XX (1903)                                | Badalona C. Canonge Baranera, 115                              | 41° 27′ 03″ N, 2° 15′ 05″ E / 41.450758°N,2.25145°E    | IPA-20507     | Casa Cascante (Badalona) · Vegeu més fotos d'aquest monument · Carregueu una nova foto d'aquest monument                                  |
| Escola del Treball                                                           | BCIL 1984    | Noucentisme Adolf Ruiz i Casamitjana XX (1924-25)                                        | Badalona C. Francesc Layret - C. St. Antoni Maria Claret       | 41° 27′ 05″ N, 2° 14′ 56″ E / 41.451472°N,2.248816°E   | IPA-20508     | Escola del Treball (Badalona) · Vegeu més fotos d'aquest monument · Carregueu una nova foto d'aquest monument                             |
| Can Pepus, Casa Antoni Lleal                                                 | BCIL 1984    | Modernisme Joan Amigó XX (1924)                                                          | Badalona C. Francesc Macià 104, Miquel Servent                 | 41° 26′ 46″ N, 2° 14′ 26″ E / 41.446181°N,2.240468°E   | IPA-20509     | Can Pepus (Badalona) · Vegeu més fotos d'aquest monument · Carregueu una nova foto d'aquest monument                                      |
| Ca l'Eco, o Casa Miquel Badia                                                | BCIL 1984    | Modernisme Joan Amigó XX (1907)                                                          | Badalona C. Sant Pere, 4                                       | 41° 26′ 53″ N, 2° 14′ 59″ E / 41.448114°N,2.249586°E   | IPA-20510     | Ca l'Eco (Badalona) · Vegeu més fotos d'aquest monument · Carregueu una nova foto d'aquest monument                                       |
| Casa Empar, Escola d'acolliment Maria Assumpta                               | BCIL 1984    | Noucentisme XX (1926)                                                                    | Badalona C. Sant Bru, 23-25                                    | 41° 27′ 12″ N, 2° 15′ 03″ E / 41.453364°N,2.250894°E   | IPA-20511     | Casa Empar (Badalona) · Vegeu més fotos d'aquest monument · Carregueu una nova foto d'aquest monument                                     |
| Castell de Ca l'Arnús                                                        | BCIL 1984    | Eclecticisme XIX                                                                         | Badalona C. Sant Bru, 205                                      | 41° 27′ 25″ N, 2° 15′ 14″ E / 41.456936°N,2.253828°E   | IPA-20512     | Castell de Ca l'Arnús (Badalona) · Vegeu més fotos d'aquest monument · Carregueu una nova foto d'aquest monument                          |
| Casa dels mestres de les Escoles Ventós i Mir                                | BCIL 1984    | Noucentisme Josep Fradera i Botey XX (1925)                                              | Badalona C. Mossèn Anton, 78-80                                | 41° 26′ 41″ N, 2° 14′ 46″ E / 41.444623°N,2.246023°E   | IPA-20515     | Casa dels mestres de les Escoles Ventós i Mir (Badalona) · Vegeu més fotos d'aquest monument · Carregueu una nova foto d'aquest monument  |
| Conjunt de la Rambla                                                         | BCIL 1984    | Obra popular XX                                                                          | Badalona La Rambla                                             | 41° 26′ 55″ N, 2° 15′ 07″ E / 41.448527°N,2.251918°E   | IPA-20516     | Conjunt de la Rambla (Badalona) · Vegeu més fotos d'aquest monument · Carregueu una nova foto d'aquest monument                           |
| Ca l'Escanya-ralets                                                          | BCIL 1984    | Eclecticisme Joan Baptista Pons i Trabal XIX Final                                       | Badalona La Rambla, 5                                          | 41° 26′ 55″ N, 2° 15′ 07″ E / 41.448527°N,2.251918°E   | IPA-20517     | Ca l'Escanya-ralets (Badalona) · Vegeu més fotos d'aquest monument · Carregueu una nova foto d'aquest monument                            |
| Cor de Marina                                                                | BCIL 1984    | Eclecticisme XIX Final                                                                   | Badalona La Rambla, 12                                         | 41° 26′ 51″ N, 2° 15′ 03″ E / 41.447623°N,2.250749°E   | IPA-20518     | Cor de Marina (Badalona) · Vegeu més fotos d'aquest monument · Carregueu una nova foto d'aquest monument                                  |
| Casa del Dr. Agustí, o Casa del Doctor Eduard Agustí                         | BCIL 1984    | Modernisme Lluís Domènech i Montaner XIX Final                                           | Badalona Pl. Pep Ventura - c. Roger de Flor                    | 41° 26′ 42″ N, 2° 14′ 23″ E / 41.445107°N,2.239641°E   | IPA-20519     | Casa del Dr. Agustí (Badalona) · Vegeu més fotos d'aquest monument · Carregueu una nova foto d'aquest monument                            |
| Casa Matamala, o Josepa Umbert                                               | BCIL 1984    | Modernisme Joan Amigó XX (1902)                                                          | Badalona C. Santa Madrona, 28                                  | 41° 26′ 57″ N, 2° 15′ 07″ E / 41.449089°N,2.252073°E   | IPA-20520     | Casa Matamala (Badalona) · Vegeu més fotos d'aquest monument · Carregueu una nova foto d'aquest monument                                  |
| Convent i església dels Carmelitans Descalços                                |              | Historicisme XX Inici                                                                    | Badalona C. Sant Miquel, 44                                    | 41° 26′ 58″ N, 2° 14′ 57″ E / 41.449476°N,2.24914°E    | IPA-20521     | Convent i església dels Carmelitans Descalços (Badalona) · Vegeu més fotos d'aquest monument · Carregueu una nova foto d'aquest monument  |
| Casa Pere Busquets                                                           | BCIL 1984    | Modernisme Joan Amigó i Barriga XX (1912)                                                | Badalona C. Temple, 25 - Via Augusta                           | 41° 27′ 05″ N, 2° 14′ 51″ E / 41.451455°N,2.247395°E   | IPA-20523     | Casa Pere Busquets (Badalona) · Vegeu més fotos d'aquest monument · Carregueu una nova foto d'aquest monument                             |
| Col·legi del Sagrat Cor, Germans Maristes, o Joventut Catòlica               | BCIL 1984    | Modernisme Joan Amigó i Barriga XX Inici                                                 | Badalona C. Temple, 15-19                                      | 41° 27′ 05″ N, 2° 14′ 52″ E / 41.451253°N,2.247694°E   | IPA-20524     | Col·legi del Sagrat Cor (Badalona) · Vegeu més fotos d'aquest monument · Carregueu una nova foto d'aquest monument                        |
| Casa Pau Rodon                                                               | BCIL 1984    | Modernisme Joan Amigó i Barriga XX (1905)                                                | Badalona C. Museu, 18                                          | 41° 27′ 01″ N, 2° 14′ 39″ E / 41.450187°N,2.244204°E   | IPA-20525     | Casa Pau Rodon (Badalona) · Vegeu més fotos d'aquest monument · Carregueu una nova foto d'aquest monument                                 |
| Institut La Llauna, Fàbrica G. de Andreis                                    | BCIL 1984    | Modernisme Joan Amigó XX (1915)                                                          | Badalona C. Sagunt - c. Indústria                              | 41° 26′ 35″ N, 2° 14′ 42″ E / 41.442941°N,2.244882°E   | IPA-20526     | Institut La Llauna (Badalona) · Vegeu més fotos d'aquest monument · Carregueu una nova foto d'aquest monument                             |
| Fàbrica Giró o fàbrica Casacuberta                                           | BCIL 1984    | Modernisme Joan Amigó XX (1907)                                                          | Badalona C. Enric Borràs 47 - C. Colom - C. Mossèn Anton       | 41° 26′ 45″ N, 2° 14′ 47″ E / 41.445805°N,2.246511°E   | IPA-20527     | Fàbrica Giró (Badalona) · Vegeu més fotos d'aquest monument · Carregueu una nova foto d'aquest monument                                   |
| Casa Andreu Clarós i Creixell, Can Tanet                                     | BCIL 1984    | Modernisme Joan Amigó XX (1904)                                                          | Badalona C. de la Pietat, 12                                   | 41° 26′ 55″ N, 2° 14′ 53″ E / 41.448559°N,2.248159°E   | IPA-20528     | Casa Andreu Clarós i Creixell (Badalona) · Vegeu més fotos d'aquest monument · Carregueu una nova foto d'aquest monument                  |
| Grup escolar Ventós Mir                                                      | BCIL 1984    | Noucentisme Adolf Ruiz i Casamitjana XX (1924)                                           | Badalona Pge. Ventós Mir, 27-29                                | 41° 26′ 42″ N, 2° 14′ 45″ E / 41.44493°N,2.245716°E    | IPA-20529     | Grup escolar Ventós Mir (Badalona) · Vegeu més fotos d'aquest monument · Carregueu una nova foto d'aquest monument                        |
| Cementiri del Sant Crist, Cementiri Vell                                     | BCIL 1984    |                                                                                          | Badalona C. Prim                                               | 41° 27′ 20″ N, 2° 14′ 58″ E / 41.455487°N,2.249478°E   | IPA-20530     | Cementiri del Sant Crist (Badalona) · Vegeu més fotos d'aquest monument · Carregueu una nova foto d'aquest monument                       |
| Panteó de la família Bosch                                                   | BCIL 1984    | Modernisme Joan Amigó i Barriga XX (1907)                                                | Badalona Ptge. Matamoros                                       | 41° 27′ 20″ N, 2° 14′ 57″ E / 41.455445°N,2.249174°E   | IPA-20532     | Panteó de la família Bosch (Badalona) · Vegeu més fotos d'aquest monument · Carregueu una nova foto d'aquest monument                     |
| Asil Roca i Pi                                                               | BCIL 1984    | Modernisme, obra popular XIX-XX                                                          | Badalona Av. Martí Pujol, 654                                  | 41° 27′ 44″ N, 2° 14′ 20″ E / 41.462247°N,2.238885°E   | IPA-20535     | Asil Roca i Pi (Badalona) · Vegeu més fotos d'aquest monument · Carregueu una nova foto d'aquest monument                                 |
| Masia de Ca l'Andal, Casa del Delme                                          | BCIL 1984    | Obra popular XV-XVI, XVIII                                                               | Badalona C. Independència, 57-59                               | 41° 27′ 16″ N, 2° 14′ 35″ E / 41.454459°N,2.243016°E   | IPA-20536     | Masia de Ca l'Andal (Badalona) · Vegeu més fotos d'aquest monument · Carregueu una nova foto d'aquest monument                            |
| Masia de Can Trons                                                           | BCIL 1984    | Obra popular XVI                                                                         | Badalona Canyet                                                | 41° 28′ 30″ N, 2° 13′ 45″ E / 41.475131°N,2.229231°E   | IPA-20538     | Masia de Can Trons (Badalona) · Vegeu més fotos d'aquest monument · Carregueu una nova foto d'aquest monument                             |
| Masia de Can Pujol o Can Canyet                                              | BCIL 1984    | Obra popular XVIII                                                                       | Badalona Canyet                                                | 41° 28′ 23″ N, 2° 13′ 56″ E / 41.473144°N,2.232288°E   | IPA-20539     | Masia de Can Pujol (Badalona) · Vegeu més fotos d'aquest monument · Carregueu una nova foto d'aquest monument                             |
| Torre Codina                                                                 | BCIL 1984    | Obra popular, modernisme Josep Maria Jujol i Gibert XVI, XX (1943-49)                    | Badalona Ctra. de Badalona a Montcada, Canyet                  | 41° 28′ 25″ N, 2° 14′ 05″ E / 41.473611°N,2.234804°E   | IPA-20540     | Torre Codina (Badalona) · Vegeu més fotos d'aquest monument · Carregueu una nova foto d'aquest monument                                   |
| Capella de Can Ferrater                                                      |              | Neoclassicisme XIX Inici                                                                 | Badalona Ctra. del Canyet (BV-5011) entrada al nucli de Canyet | 41° 28′ 08″ N, 2° 13′ 58″ E / 41.468876°N,2.232784°E   | IPA-20542     | Capella de Can Ferrater (Badalona) · Vegeu més fotos d'aquest monument · Carregueu una nova foto d'aquest monument                        |
| Masia de Can Móra                                                            | BCIL 1984    | Obra popular XVIII                                                                       | Badalona Camí de Sant Jeroni de la Murtra, Canyet              | 41° 28′ 11″ N, 2° 13′ 52″ E / 41.469598°N,2.231076°E   | IPA-20543     | Masia de Can Mora (Badalona) · Vegeu més fotos d'aquest monument · Carregueu una nova foto d'aquest monument                              |
| Masia de Can Butinyà                                                         | BCIL 1984    | Obra popular XVIII                                                                       | Badalona Camí de Sant Jeroni de la Murtra, Canyet              | 41° 27′ 48″ N, 2° 13′ 15″ E / 41.463421°N,2.220955°E   | IPA-20544     | Masia de Can Butinyà (Badalona) · Vegeu més fotos d'aquest monument · Carregueu una nova foto d'aquest monument                           |
| Masia de Can Ferrater                                                        | BCIL 1984    | Obra popular XV                                                                          | Badalona Ctra. de Badalona a Montcada, Canyet                  | 41° 28′ 08″ N, 2° 14′ 00″ E / 41.468805°N,2.233371°E   | IPA-20545     | Masia de Can Ferrater (Badalona) · Vegeu més fotos d'aquest monument · Carregueu una nova foto d'aquest monument                          |
| Can Barriga, antic Mas Soler                                                 | BCIL 1984    | Obra popular XVI-XIX                                                                     | Badalona Av. Martí Pujol, 457, Canyet                          | 41° 27′ 30″ N, 2° 14′ 30″ E / 41.4584112°N,2.2417462°E | IPA-20546     | Can Barriga (Badalona) · Vegeu més fotos d'aquest monument · Carregueu una nova foto d'aquest monument                                    |
| Mas Amigó                                                                    | BCIL 1984    | Obra popular XV                                                                          | Badalona Canyet                                                | 41° 28′ 16″ N, 2° 13′ 54″ E / 41.47121°N,2.23162°E     | IPA-20547     | Mas Amigó (Badalona) · Vegeu més fotos d'aquest monument · Carregueu una nova foto d'aquest monument                                      |
| Mas Oliver, Can Ribó                                                         | BCIL 1984    | Obra popular XVII                                                                        | Badalona Ctra. de Badalona a Montcada, Canyet                  | 41° 28′ 29″ N, 2° 13′ 52″ E / 41.474820°N,2.231121°E   | IPA-20548     | Mas Oliver (Badalona) · Vegeu més fotos d'aquest monument · Carregueu una nova foto d'aquest monument                                     |
| Masia de Cal Dimoni                                                          | BCIL 1984    | Obra popular XV-XVIII                                                                    | Badalona Antic camí a Vallensana, Canyet                       | 41° 28′ 33″ N, 2° 13′ 44″ E / 41.475942°N,2.228946°E   | IPA-20549     | Masia de Cal Dimoni (Badalona) · Vegeu més fotos d'aquest monument · Carregueu una nova foto d'aquest monument                            |
| Ruïnes de la masia de Ca l'Alemany                                           | BCIL 1984    | Obra popular XV-XVIII                                                                    | Badalona Vall de Sant Jeroni, Canyet                           | 41° 27′ 55″ N, 2° 13′ 35″ E / 41.465308°N,2.226279°E   | IPA-20550     | Ruïnes de la masia de Ca l'Alemany (Badalona) · Vegeu més fotos d'aquest monument · Carregueu una nova foto d'aquest monument             |
| Aqüeducte de Ca l'Alemany                                                    |              | Obra popular XIX-XX                                                                      | Badalona Entre Sant Jeroni i Ca n'Alemany                      | 41° 28′ 05″ N, 2° 13′ 29″ E / 41.468151°N,2.224836°E   | IPA-20551     | Aqüeducte de Ca l'Alemany (Badalona) · Vegeu més fotos d'aquest monument · Carregueu una nova foto d'aquest monument                      |
| Aqüeducte de Can Ferrater                                                    |              | Obra popular Edat moderna                                                                | Badalona Sota l'església del Canyet                            | 41° 28′ 09″ N, 2° 14′ 00″ E / 41.469107°N,2.233368°E   | IPA-20552     | Aqüeducte de Can Ferrater (Badalona) · Vegeu més fotos d'aquest monument · Carregueu una nova foto d'aquest monument                      |
| Església arxiprestal de Santa Maria                                          | BCIL 1984    | Barroc, historicisme XVIII Mitjan, XIX Final                                             | Badalona Pl. Barberà, 1                                        | 41° 27′ 09″ N, 2° 14′ 47″ E / 41.452610°N,2.246288°E   | IPA-20554     | Església arxiprestal de Santa Maria (Badalona) · Vegeu més fotos d'aquest monument · Carregueu una nova foto d'aquest monument            |
| Rectoria de Santa Maria                                                      | BCIL 1984    | Obra popular XVII, XVIII                                                                 | Badalona C. de Dalt, 47                                        | 41° 27′ 11″ N, 2° 14′ 44″ E / 41.453058°N,2.245645°E   | IPA-20555     | Rectoria de Santa Maria (Badalona) · Vegeu més fotos d'aquest monument · Carregueu una nova foto d'aquest monument                        |
| Escola Jungfrau, Casa Jaume Botey, o Ca l'Amigó                              | BCIL 1984    | Modernisme Joan Amigó i Barriga XX (1916)                                                | Badalona Pl. Pau Casals                                        | 41° 27′ 05″ N, 2° 14′ 46″ E / 41.451261°N,2.245995°E   | IPA-20557     | Escola Jungfrau (Badalona) · Vegeu més fotos d'aquest monument · Carregueu una nova foto d'aquest monument                                |
| Finestra gòtica a Cal Matalasser                                             | BCIL 1984    | Gòtic XV-XVI                                                                             | Badalona C. de Dalt, 29                                        | 41° 27′ 09″ N, 2° 14′ 44″ E / 41.452536°N,2.245443°E   | IPA-20560     | Finestra gòtica a Cal Matalasser (Badalona) · Vegeu més fotos d'aquest monument · Carregueu una nova foto d'aquest monument               |
| Can Busquets, o Casa Josep Busquets                                          | BCIL 1984    | Historicisme, modernisme Áureo Bis Mas de Xaxàs XX (1901)                                | Badalona C. St. Felip i de Rosés, 41-43                        | 41° 27′ 15″ N, 2° 14′ 43″ E / 41.454106°N,2.245386°E   | IPA-20561     | Can Busquets (Badalona) · Vegeu més fotos d'aquest monument · Carregueu una nova foto d'aquest monument                                   |
| Conjunt de cases del carrer Pujol                                            | BCIL 1984    | Obra popular XVIII                                                                       | Badalona C. Pujol, 1-31                                        | 41° 27′ 14″ N, 2° 14′ 47″ E / 41.453969°N,2.246522°E   | IPA-20562     | Conjunt de cases del carrer Pujol (Badalona) · Vegeu més fotos d'aquest monument · Carregueu una nova foto d'aquest monument              |
| Casa Santiago Domènech i Montserrat Planas, o Casa de Francisco de A. Planas | BCIL 1984    | Modernisme Joan Amigó XX (1917, 1932)                                                    | Badalona Av. Martí i Pujol / Gaietà Soler                      | 41° 27′ 03″ N, 2° 14′ 42″ E / 41.450731°N,2.244946°E   | IPA-20563     | Casa Santiago Domènech i Montserrat Planas (Badalona) · Vegeu més fotos d'aquest monument · Carregueu una nova foto d'aquest monument     |
| Casa Planas                                                                  | BCIL 1984    | Obra popular XIX                                                                         | Badalona Pl. de la Constitució                                 | 41° 27′ 08″ N, 2° 14′ 45″ E / 41.452086°N,2.245820°E   | IPA-20564     | Casa Planas (Badalona) · Vegeu més fotos d'aquest monument · Carregueu una nova foto d'aquest monument                                    |
| Edifici d'apartaments Gama                                                   |              | Darreres tendències XX Mitjan (1965)                                                     | Badalona C. Laietània, 16-18                                   | 41° 27′ 12″ N, 2° 14′ 52″ E / 41.453298°N,2.247786°E   | IPA-20565     | Edifici d'apartaments Gama (Badalona) · Vegeu més fotos d'aquest monument · Carregueu una nova foto d'aquest monument                     |
| Parròquia de Sant Jaume                                                      | BCIL 2018    | Darreres tendències Antoni de Moragas i Gallissà XX (1957)                               | Badalona Av. Marquès de Montroig, 130                          | 41° 26′ 22″ N, 2° 13′ 56″ E / 41.439338°N,2.23213°E    | IPA-20566     | Parròquia de Sant Jaume (Badalona) · Vegeu més fotos d'aquest monument · Carregueu una nova foto d'aquest monument                        |
| Torre Mena                                                                   | BCIL 1984    | Eclecticisme XIX Final                                                                   | Badalona Pl. Trafalgar                                         | 41° 26′ 17″ N, 2° 13′ 08″ E / 41.437957°N,2.219°E      | IPA-20568     | Torre Mena (Badalona) · Vegeu més fotos d'aquest monument · Carregueu una nova foto d'aquest monument                                     |
| Masia de Can Cabanyes                                                        | BCIL 1984    | Neoclassicisme XVII, XVIII                                                               | Badalona Rambla de Sant Joan                                   | 41° 26′ 54″ N, 2° 14′ 06″ E / 41.448334°N,2.235023°E   | IPA-20569     | Masia de Can Cabanyes (Badalona) · Vegeu més fotos d'aquest monument · Carregueu una nova foto d'aquest monument                          |
| Can Miravitges                                                               | BCIL 1984    | Obra popular XVIII                                                                       | Badalona Barri Pomar                                           | 41° 28′ 30″ N, 2° 14′ 31″ E / 41.475023°N,2.241908°E   | IPA-20571     | Can Miravitges (Badalona) · Vegeu més fotos d'aquest monument · Carregueu una nova foto d'aquest monument                                 |
| Mas Boscà                                                                    | BCIL 1984    | Obra popular XVI                                                                         | Badalona Barri Pomar                                           | 41° 28′ 19″ N, 2° 14′ 39″ E / 41.471925°N,2.244063°E   | IPA-20572     | Mas Boscà (Badalona) · Vegeu més fotos d'aquest monument · Carregueu una nova foto d'aquest monument                                      |
| Masia de Can Colomer                                                         | BCIL 1984    | Obra popular XVI                                                                         | Badalona Barri Pomar                                           | 41° 28′ 23″ N, 2° 14′ 48″ E / 41.473076°N,2.246553°E   | IPA-20573     | Masia de Can Colomer (Badalona) · Vegeu més fotos d'aquest monument · Carregueu una nova foto d'aquest monument                           |
| Grup escolar Lola Anglada, abans Martínez Anido                              | BCIL 1984    | Noucentisme Adolf Ruiz i Casamitjana XX (1925)                                           | Badalona C. Jacinto Benavente, 13. Pomar de Baix               | 41° 27′ 25″ N, 2° 15′ 23″ E / 41.456806°N,2.25642°E    | IPA-20574     | Grup escolar Lola Anglada (Badalona) · Vegeu més fotos d'aquest monument · Carregueu una nova foto d'aquest monument                      |
| Masia de Ca l'Arquer                                                         | BCIL 1984    | Obra popular XVI-XVIII                                                                   | Badalona Riera de Pomar, Pomar de Dalt                         | 41° 28′ 29″ N, 2° 14′ 33″ E / 41.474699°N,2.242630°E   | IPA-20575     | Masia de Ca l'Arquer (Badalona) · Vegeu més fotos d'aquest monument · Carregueu una nova foto d'aquest monument                           |
| Antic escorxador municipal                                                   | BCIL 1984    | Noucentisme Josep Fradera i Botey, Enric Casas i Casals XX (1924-27)                     | Badalona C. Arquitecte Fradera, la Salut                       | 41° 26′ 34″ N, 2° 13′ 40″ E / 41.442690°N,2.227736°E   | IPA-20576     | Antic escorxador municipal (Badalona) · Vegeu més fotos d'aquest monument · Carregueu una nova foto d'aquest monument                     |
| Mas Ram                                                                      | BCIL 1984    | Historicisme Enric Sagnier i Vilavecchia XIX, XX                                         | Badalona Cta. de la Conreria                                   | 41° 28′ 34″ N, 2° 15′ 08″ E / 41.476058°N,2.252100°E   | IPA-20578     | Mas Ram (Badalona) · Vegeu més fotos d'aquest monument · Carregueu una nova foto d'aquest monument                                        |
| Tallers i magatzem                                                           |              | Darreres tendències XX Mitjan                                                            | Badalona Av. Navarra                                           | 41° 27′ 31″ N, 2° 15′ 22″ E / 41.458670°N,2.256014°E   | IPA-20579     | Tallers i magatzem (Badalona) · Vegeu més fotos d'aquest monument · Carregueu una nova foto d'aquest monument                             |
| Fàbrica Giró Hnos. de productes tèxtils                                      |              | Darreres tendències XX Mitjan                                                            | Badalona C. Occitània - C. Jaume Ribó                          | 41° 27′ 32″ N, 2° 15′ 29″ E / 41.458978°N,2.258114°E   | IPA-20580     | Fàbrica Giró Hnos. de productes tèxtils (Badalona) · Vegeu més fotos d'aquest monument · Carregueu una nova foto d'aquest monument        |
| Fàbrica Piher                                                                |              | Darreres tendències Grup R XX Mitjan (1959-1971)                                         | Badalona Riera Canyadó - C. Occitània                          | 41° 27′ 30″ N, 2° 15′ 15″ E / 41.458455°N,2.254281°E   | IPA-20581     | Fàbrica Piher (Badalona) · Vegeu més fotos d'aquest monument · Carregueu una nova foto d'aquest monument                                  |
| Ermita de Sant Climent                                                       |              | Obra popular XVII                                                                        | Badalona Prop del coll de les Ermites                          | 41° 28′ 13″ N, 2° 12′ 50″ E / 41.47028°N,2.21377°E     | IPA-27487     | Ermita de Sant Climent (Badalona) · Vegeu més fotos d'aquest monument · Carregueu una nova foto d'aquest monument                         |
| Pont del Petroli                                                             |              | Obra popular XX Mitjan                                                                   | Badalona Platja del Pont del Petroli                           | 41° 26′ 27″ N, 2° 14′ 51″ E / 41.440943°N,2.247394°E   | IPA-37854     | Pont del Petroli (Badalona) · Vegeu més fotos d'aquest monument · Carregueu una nova foto d'aquest monument                               |
| Casa per a Lluís Paquín                                                      | BCIL 1984    | Modernisme secessió Joan Amigó i Barriga XX                                              | Badalona C. Enric Borràs, 27                                   | 41° 26′ 48″ N, 2° 14′ 47″ E / 41.446660°N,2.246435°E   | IPA-44940     | Casa per a Lluís Paquín (Badalona) · Vegeu més fotos d'aquest monument · Carregueu una nova foto d'aquest monument                        |
| Can Casas                                                                    | BCIL 1984    | Obra popular XX                                                                          | Badalona Av. Martí Pujol, 218                                  | 41° 27′ 05″ N, 2° 14′ 40″ E / 41.451346°N,2.244555°E   | IPA-44946     | Can Casas (Badalona) · Vegeu més fotos d'aquest monument · Carregueu una nova foto d'aquest monument                                      |
| Antic Ajuntament                                                             | BCIL 1984    | Obra popular XIX                                                                         | Badalona Pl. de la Constitució, 6                              | 41° 27′ 09″ N, 2° 14′ 45″ E / 41.452380°N,2.245804°E   | IPA-44947     | Antic Ajuntament (Badalona) · Vegeu més fotos d'aquest monument · Carregueu una nova foto d'aquest monument                               |
| Casa per a Fèlix Gallent, Can Clapés                                         | BCIL 1984    | Noucentisme Joan Amigó i Barriga XX                                                      | Badalona C. del Temple, 27 - Via Augusta                       | 41° 27′ 06″ N, 2° 14′ 50″ E / 41.451685°N,2.247122°E   | IPA-44948     | Casa per a Fèlix Gallent (Badalona) · Vegeu més fotos d'aquest monument · Carregueu una nova foto d'aquest monument                       |
| Masia al carrer Sant Sebastià                                                | BCIL 1984    | Obra popular XVIII                                                                       | Badalona C. Sant Sebastià, 46                                  | 41° 27′ 06″ N, 2° 14′ 43″ E / 41.451632°N,2.245358°E   | IPA-44951     | Masia al carrer Sant Sebastià (Badalona) · Vegeu més fotos d'aquest monument · Carregueu una nova foto d'aquest monument                  |
| Plaça Barberà                                                                | BCIL 1984    |                                                                                          | Badalona Pl. Barberà                                           | 41° 27′ 09″ N, 2° 14′ 48″ E / 41.452383°N,2.246581°E   | IPA-45011     | Plaça de Barberà (Badalona) · Vegeu més fotos d'aquest monument · Carregueu una nova foto d'aquest monument                               |
| Can Rovira                                                                   | BCIL 1984    | Obra popular XVIII                                                                       | Badalona C. del Rector, 40-44                                  | 41° 27′ 02″ N, 2° 14′ 37″ E / 41.450542°N,2.243495°E   | IPA-45831     | Can Rovira (Badalona) · Vegeu més fotos d'aquest monument · Carregueu una nova foto d'aquest monument                                     |
| Masia Casas                                                                  | BCIL 1984    | Obra popular                                                                             | Badalona C. Sant Sebastià 53 - c. Barcelona                    | 41° 27′ 06″ N, 2° 14′ 42″ E / 41.451658°N,2.245044°E   | IPA-45832     | Masia Casas (Badalona) · Vegeu més fotos d'aquest monument · Carregueu una nova foto d'aquest monument                                    |
| Can Tiranasi                                                                 | BCIL 1984    | Obra popular XVIII                                                                       | Badalona C. Sant Sebastià, 12                                  | 41° 27′ 06″ N, 2° 14′ 47″ E / 41.451640°N,2.246264°E   | IPA-45833     | Can Tiranasi (Badalona) · Vegeu més fotos d'aquest monument · Carregueu una nova foto d'aquest monument                                   |
| Can Farigola                                                                 | BCIL 1984    | Obra popular XVII                                                                        | Badalona C. de les Eres, 1                                     | 41° 27′ 07″ N, 2° 14′ 46″ E / 41.451853°N,2.246190°E   | IPA-45837     | Can Farigola (Badalona) · Vegeu més fotos d'aquest monument · Carregueu una nova foto d'aquest monument                                   |
| Can Blanch de les Eres                                                       | BCIL 1984    | Obra popular XVII-XIX                                                                    | Badalona C. de les Eres, 24-28                                 | 41° 27′ 06″ N, 2° 14′ 44″ E / 41.451801°N,2.245677°E   | IPA-45842     | Can Blanch de les Eres (Badalona) · Vegeu més fotos d'aquest monument · Carregueu una nova foto d'aquest monument                         |
| Can Rocasalva                                                                | BCIL 1984    | Obra popular XVIII                                                                       | Badalona Pl. de l'Oli, 1                                       | 41° 27′ 10″ N, 2° 14′ 46″ E / 41.452898°N,2.246159°E   | IPA-45847     | Can Rocasalva (Badalona) · Vegeu més fotos d'aquest monument · Carregueu una nova foto d'aquest monument                                  |
| Ca l'Umbert                                                                  | BCIL 1984    | Obra popular                                                                             | Badalona C. Santa Bàrbara, 61                                  | 41° 26′ 58″ N, 2° 14′ 32″ E / 41.449556°N,2.242295°E   | IPA-45848     | Ca l'Umbert (Badalona) · Vegeu més fotos d'aquest monument · Carregueu una nova foto d'aquest monument                                    |

## Sant Adrià de Besòs
| Monument                                                                               | Protecció | Estil/època                             | Localització                                                                   | Coordenades                                          | Codi?     | Imatge |
| -------------------------------------------------------------------------------------- | --------- | --------------------------------------- | ------------------------------------------------------------------------------ | ---------------------------------------------------- | --------- | --- |
| Masia de Can Rigalt                                                                    | BCIL 2001 | Obra popular XVIII                      | Sant Adrià de Besòs Av. Pi i Margall - C. Major                                | 41° 26′ 00″ N, 2° 12′ 59″ E / 41.433388°N,2.216378°E | IPA-19836 | Masia de Can Rigalt (Sant Adrià de Besòs) · Vegeu més fotos d'aquest monument · Carregueu una nova foto d'aquest monument                   |
| Fàbrica Polydor                                                                        | BCIL 2003 | Racionalisme 1931                       | Sant Adrià de Besòs Av. Pi i Margall - C. Ricart                               | 41° 25′ 53″ N, 2° 12′ 55″ E / 41.431314°N,2.215274°E | IPA-20714 | Fàbrica Polydor (Sant Adrià de Besòs) · Vegeu més fotos d'aquest monument · Carregueu una nova foto d'aquest monument                       |
| Tres xemeneies i edifici de la sala de turbines de la central tèrmica                  | BCIL 2016 | XX                                      | Sant Adrià de Besòs C. Eduard Maristany, 106                                   | 41° 25′ 37″ N, 2° 14′ 06″ E / 41.427029°N,2.235133°E | IPA-20716 | Central tèrmica (Sant Adrià de Besòs) · Vegeu més fotos d'aquest monument · Carregueu una nova foto d'aquest monument                       |
| Casal de la Dona                                                                       | BCIL 2003 | XIX Mitjan                              | Sant Adrià de Besòs Pl. de l'Església, 13                                      | 41° 26′ 03″ N, 2° 12′ 52″ E / 41.434104°N,2.214497°E | IPA-28667 | Casal de la Dona (Sant Adrià de Besòs) · Vegeu més fotos d'aquest monument · Carregueu una nova foto d'aquest monument                      |
| Refugi antiaeri de la Guerra Civil                                                     | BCIL 2003 | XX Mitjan                               | Sant Adrià de Besòs Pl. Francesc Macià                                         | 41° 25′ 41″ N, 2° 13′ 24″ E / 41.42815°N,2.22341°E   | IPA-28668 | Refugi antiaeri de la Guerra Civil (Sant Adrià de Besòs) · Vegeu més fotos d'aquest monument · Carregueu una nova foto d'aquest monument    |
| Centre Cívic La Mina                                                                   | BCIL 2003 | XX                                      | Sant Adrià de Besòs C. Venus                                                   | 41° 25′ 09″ N, 2° 13′ 09″ E / 41.419275°N,2.219077°E | IPA-28669 | Centre Cívic La Mina (Sant Adrià de Besòs) · Vegeu més fotos d'aquest monument · Carregueu una nova foto d'aquest monument                  |
| Parc del Besòs                                                                         | BCIL 2003 | XX Final                                | Sant Adrià de Besòs C. Cristòfol de Moura                                      | 41° 25′ 16″ N, 2° 13′ 04″ E / 41.420992°N,2.217704°E | IPA-28670 | Parc del Besòs (Sant Adrià de Besòs) · Vegeu més fotos d'aquest monument · Carregueu una nova foto d'aquest monument                        |
| Can Serra, ara Museu d'Història de la Immigració de Catalunya                          | BCIL 2003 | Historicisme, neoclassicisme XIX Mitjan | Sant Adrià de Besòs Ctra. de Mataró, 124                                       | 41° 25′ 42″ N, 2° 12′ 45″ E / 41.428217°N,2.212373°E | IPA-28671 | Can Serra (Sant Adrià de Besòs) · Vegeu més fotos d'aquest monument · Carregueu una nova foto d'aquest monument                             |
| Pont de Cristòfol de Moura                                                             | BCIL 2003 | XX Mitjan                               | Sant Adrià de Besòs C. Cristòfol de Moura                                      | 41° 25′ 27″ N, 2° 13′ 25″ E / 41.424123°N,2.223675°E | IPA-28673 | Pont de Cristòfol de Moura (Sant Adrià de Besòs) · Vegeu més fotos d'aquest monument · Carregueu una nova foto d'aquest monument            |
| Arc adrianenc (portada gòtica del Convent del Carme o Convent dels Trinitaris Calçats) | BCIL 2003 | Gòtic XIII-XIV                          | Sant Adrià de Besòs Avda. Pi i Margall                                         | 41° 25′ 45″ N, 2° 12′ 45″ E / 41.429155°N,2.212565°E | IPA-28674 | Portada gòtica del Convent del Carme (Sant Adrià de Besòs) · Vegeu més fotos d'aquest monument · Carregueu una nova foto d'aquest monument  |
| Xemeneia de l'antiga fàbrica CELO                                                      | BCIL 2003 | Inici XX                                | Sant Adrià de Besòs C. de la Torrassa                                          | 41° 25′ 41″ N, 2° 13′ 39″ E / 41.427997°N,2.22747°E  | IPA-28675 | Xemeneia de l'antiga fàbrica C.E.L.O. (Sant Adrià de Besòs) · Vegeu més fotos d'aquest monument · Carregueu una nova foto d'aquest monument |
| Escut episcopal                                                                        | BCIL 2003 |                                         | Sant Adrià de Besòs Església de Sant Adrià                                     | 41° 26′ 02″ N, 2° 12′ 51″ E / 41.433923°N,2.214123°E | IPA-30185 | Escut episcopal (Sant Adrià de Besòs) · Vegeu més fotos d'aquest monument · Carregueu una nova foto d'aquest monument                       |
| Església de Sant Adrià                                                                 | BCIL 2003 |                                         | Sant Adrià de Besòs Pl. de l'Església - C. Nebot                               | 41° 26′ 03″ N, 2° 12′ 51″ E / 41.434055°N,2.214068°E | IPA-30186 | Església de Sant Adrià (Sant Adrià de Besòs) · Vegeu més fotos d'aquest monument · Carregueu una nova foto d'aquest monument                |
| Església de Sant Joan Baptista                                                         | BCIL 2003 | 1940-50                                 | Sant Adrià de Besòs C. Sant Pere, 1                                            | 41° 25′ 41″ N, 2° 13′ 23″ E / 41.427974°N,2.22304°E  | IPA-30187 | Església de Sant Joan Baptista (Sant Adrià de Besòs) · Vegeu més fotos d'aquest monument · Carregueu una nova foto d'aquest monument        |
| Estany i font de la placeta Macià                                                      | BCIL 2003 | J.R. Ferrater i Ducati XX (1954)        | Sant Adrià de Besòs Placeta Macià                                              | 41° 25′ 41″ N, 2° 13′ 26″ E / 41.427966°N,2.223856°E | IPA-30188 | Estany i font de la placeta Macià (Sant Adrià de Besòs) · Vegeu més fotos d'aquest monument · Carregueu una nova foto d'aquest monument     |
| Monument a Lluís Companys                                                              | BCIL 2003 |                                         | Sant Adrià de Besòs Parc de Lluís Companys (Av. de la Platja - c. Pi i Gibert) | 41° 25′ 41″ N, 2° 13′ 29″ E / 41.428006°N,2.224599°E | IPA-30190 | Monument a Lluís Companys (Sant Adrià de Besòs) · Vegeu més fotos d'aquest monument · Carregueu una nova foto d'aquest monument             |
| Creu de terme del carrer Biscaia                                                       | BCIL 2003 | Josep Maria Pericas XX (1944)           | Sant Adrià de Besòs C. Biscaia - C. Concili de Trento                          | 41° 25′ 21″ N, 2° 12′ 40″ E / 41.422424°N,2.211186°E | IPA-30191 | Creu de terme del carrer Biscaia (Sant Adrià de Besòs) · Vegeu més fotos d'aquest monument · Carregueu una nova foto d'aquest monument      |
| Creu de terme del carrer Guipúscoa                                                     | BCIL 2003 |                                         | Sant Adrià de Besòs Av. Guipúscoa - c. de Biscaia                              | 41° 25′ 30″ N, 2° 12′ 33″ E / 41.425026°N,2.209152°E | IPA-30192 | Creu de terme del carrer Guipúscoa (Sant Adrià de Besòs) · Vegeu més fotos d'aquest monument · Carregueu una nova foto d'aquest monument    |
| El raïl del Tramvia de Foc                                                             | BCIL 2003 |                                         | Sant Adrià de Besòs Carretera de Mataró                                        | 41° 25′ 38″ N, 2° 12′ 42″ E / 41.42735°N,2.2118°E    | IPA-30193 | El raïl del Tramvia de Foc (Sant Adrià de Besòs) · Vegeu més fotos d'aquest monument · Carregueu una nova foto d'aquest monument            |
| Ateneu Adrianenc                                                                       | BCIL 2003 | Noucentisme XX Mitjan                   | Sant Adrià de Besòs C. d'Andreu Vidal, 7                                       | 41° 25′ 58″ N, 2° 12′ 53″ E / 41.432676°N,2.214856°E | IPA-30194 | Ateneu Adrianenc (Sant Adrià de Besòs) · Vegeu més fotos d'aquest monument · Carregueu una nova foto d'aquest monument                      |

## Santa Coloma de Gramenet
| Monument                                                                                              | Protecció    | Estil/època                                       | Localització                                                                                         | Coordenades                                          | Codi?         | Imatge |
| --- | ------------ | ------------------------------------------------- | --- | ---------------------------------------------------- | ------------- | --- |
| Torre Pallaresa                                                                                       | BCIN 178-MH  | Gòtic-renaixement XVI                             | Santa Coloma de Gramenet Camí de Sant Jeroni de la Murtra                                            | 41° 27′ 52″ N, 2° 13′ 04″ E / 41.464556°N,2.217694°E | RI-51-0000443 | Torre Pallaresa (Santa Coloma de Gramenet) · Vegeu més fotos d'aquest monument · Carregueu una nova foto d'aquest monument                                           |
| Torre Balldovina                                                                                      | BCIN 1397-MH | Obra popular, modernisme XI, XVIII, XX            | Santa Coloma de Gramenet Av. Santa Coloma - Pl. Pau Casals                                           | 41° 26′ 50″ N, 2° 12′ 33″ E / 41.447111°N,2.209194°E | RI-51-0005685 | Torre Balldovina (Santa Coloma de Gramenet) · Vegeu més fotos d'aquest monument · Carregueu una nova foto d'aquest monument                                          |
| Can Zam                                                                                               | BCIL 2009    | Obra popular XVI-XVIII                            | Santa Coloma de Gramenet Av. Francesc Macià, 93-103                                                  | 41° 27′ 22″ N, 2° 12′ 14″ E / 41.456118°N,2.203777°E | IPA-20718     | Can Zam (Santa Coloma de Gramenet) · Vegeu més fotos d'aquest monument · Carregueu una nova foto d'aquest monument                                                   |
| Can Sucre, abans Can Franquesa                                                                        | BCIL 2009    | Historicisme XIX-XX                               | Santa Coloma de Gramenet Av. Francesc Macià, 184-190                                                 | 41° 27′ 29″ N, 2° 11′ 57″ E / 41.457934°N,2.199124°E | IPA-20719     | Can Sucre (Santa Coloma de Gramenet) · Vegeu més fotos d'aquest monument · Carregueu una nova foto d'aquest monument                                                 |
| Masia de Can Peixauet                                                                                 | BCIL 2009    | Obra popular XVII-XVIII, XIX                      | Santa Coloma de Gramenet Av. Santa Coloma, 100-102                                                   | 41° 26′ 39″ N, 2° 12′ 37″ E / 41.444147°N,2.210155°E | IPA-20720     | Masia de Can Peixauet (Santa Coloma de Gramenet) · Vegeu més fotos d'aquest monument · Carregueu una nova foto d'aquest monument                                     |
| Masia de Can Selva                                                                                    | BCIL 2009    | Obra popular XVII-XVIII                           | Santa Coloma de Gramenet C. Major, 44                                                                | 41° 27′ 11″ N, 2° 12′ 21″ E / 41.453087°N,2.205925°E | IPA-20721     | Masia de Can Selva (Santa Coloma de Gramenet) · Vegeu més fotos d'aquest monument · Carregueu una nova foto d'aquest monument                                        |
| Can Saladrigas                                                                                        | BCIL 2009    | Modernisme XX (1920)                              | Santa Coloma de Gramenet C. Pedró, 3 - c. de la Plaça, 6                                             | 41° 27′ 07″ N, 2° 12′ 32″ E / 41.451874°N,2.208788°E | IPA-20722     | Can Saladrigas (Santa Coloma de Gramenet) · Vegeu més fotos d'aquest monument · Carregueu una nova foto d'aquest monument                                            |
| Masia de Can Mariner                                                                                  | BCIL 2009    | Obra popular XVIII, XX                            | Santa Coloma de Gramenet C. Milà i Fontanals, 10-18                                                  | 41° 26′ 54″ N, 2° 12′ 43″ E / 41.44836°N,2.211939°E  | IPA-20723     | Masia de Can Mariner (Santa Coloma de Gramenet) · Vegeu més fotos d'aquest monument · Carregueu una nova foto d'aquest monument                                      |
| Mas Fonollar                                                                                          | BCIL 2009    | Obra popular XIV, XVIII                           | Santa Coloma de Gramenet C. Sant Jeroni, 1-3                                                         | 41° 27′ 13″ N, 2° 12′ 21″ E / 41.453609°N,2.205949°E | IPA-20724     | Mas Fonollar (Santa Coloma de Gramenet) · Vegeu més fotos d'aquest monument · Carregueu una nova foto d'aquest monument                                              |
| Església Major de Santa Coloma de Gramenet                                                            | BCIL 2009    | Historicisme XX (1915)                            | Santa Coloma de Gramenet Pl. Església, 3                                                             | 41° 27′ 13″ N, 2° 12′ 44″ E / 41.453691°N,2.212173°E | IPA-20725     | Església Major de Santa Coloma de Gramenet · Vegeu més fotos d'aquest monument · Carregueu una nova foto d'aquest monument                                           |
| Casa rectoral                                                                                         | BCIL 2009    | Historicisme, modernisme XX (1915)                | Santa Coloma de Gramenet Pl. de l'Església, 3                                                        | 41° 27′ 12″ N, 2° 12′ 44″ E / 41.453449°N,2.212269°E | IPA-20726     | Casa rectoral (Santa Coloma de Gramenet) · Vegeu més fotos d'aquest monument · Carregueu una nova foto d'aquest monument                                             |
| Ajuntament, Casa de la Vila                                                                           | BCIL 2009    | Monumentalisme academicista XIX, XX Mitjan        | Santa Coloma de Gramenet C. Josep Anselm Clavé, 4                                                    | 41° 27′ 08″ N, 2° 12′ 29″ E / 41.452088°N,2.208068°E | IPA-20727     | Casa de la Vila (Santa Coloma de Gramenet) · Vegeu més fotos d'aquest monument · Carregueu una nova foto d'aquest monument                                           |
| Mercat de Sagarra                                                                                     | BCIL 2009    | Noucentisme XX (1933)                             | Santa Coloma de Gramenet Pl. de Ferran Sagarra                                                       | 41° 27′ 00″ N, 2° 12′ 39″ E / 41.450061°N,2.210819°E | IPA-20728     | Mercat de Sagarra (Santa Coloma de Gramenet) · Vegeu més fotos d'aquest monument · Carregueu una nova foto d'aquest monument                                         |
| Can Met                                                                                               | BCIL 2009    | Obra popular XIX                                  | Santa Coloma de Gramenet C. Major, 37-39                                                             | 41° 27′ 12″ N, 2° 12′ 25″ E / 41.453287°N,2.207021°E | IPA-20729     | Can Met (Santa Coloma de Gramenet) · Vegeu més fotos d'aquest monument · Carregueu una nova foto d'aquest monument                                                   |
| Can Roig i Torres                                                                                     | BCIL 2009    | Eclecticisme, modernisme XX (1913)                | Santa Coloma de Gramenet C. Dalt de la Ciutadella, 16-18                                             | 41° 27′ 13″ N, 2° 12′ 34″ E / 41.453614°N,2.209431°E | IPA-20730     | Can Roig i Torres (Santa Coloma de Gramenet) · Vegeu més fotos d'aquest monument · Carregueu una nova foto d'aquest monument                                         |
| Hospital de l'Esperit Sant                                                                            | BCIL 2009    | Noucentisme Josep Alemany i Jové XX (1922-1929)   | Santa Coloma de Gramenet Av. de la Generalitat                                                       | 41° 26′ 22″ N, 2° 12′ 47″ E / 41.439517°N,2.213048°E | IPA-20731     | Hospital de l'Esperit Sant (Santa Coloma de Gramenet) · Vegeu més fotos d'aquest monument · Carregueu una nova foto d'aquest monument                                |
| Masia de la Torribera                                                                                 | BCIL 2009    | Gòtic, obra popular XV, XVIII                     | Santa Coloma de Gramenet C. Prat de la Riba, 171                                                     | 41° 27′ 46″ N, 2° 12′ 50″ E / 41.462639°N,2.213948°E | IPA-20732     | Masia de la Torribera (Santa Coloma de Gramenet) · Vegeu més fotos d'aquest monument · Carregueu una nova foto d'aquest monument                                     |
| Passeig de Mossèn Jaume Gordi                                                                         |              | Obra popular XX                                   | Santa Coloma de Gramenet Pg. de Mossèn Jaume Gordi                                                   | 41° 27′ 10″ N, 2° 12′ 39″ E / 41.452769°N,2.210942°E | IPA-20733     | Passeig de Mossèn Jaume Gordi (Santa Coloma de Gramenet) · Vegeu més fotos d'aquest monument · Carregueu una nova foto d'aquest monument                             |
| Can Muntlló                                                                                           | BCIL 2009    | Eclecticisme, modernisme XX (1920)                | Santa Coloma de Gramenet C. Major, 30-32 - c. Sant Carles, 2-4                                       | 41° 27′ 12″ N, 2° 12′ 23″ E / 41.453464°N,2.206503°E | IPA-20734     | Can Muntlló (Santa Coloma de Gramenet) · Vegeu més fotos d'aquest monument · Carregueu una nova foto d'aquest monument                                               |
| Recinte de Torribera                                                                                  | BCIL 2009    | Noucentisme XX                                    | Santa Coloma de Gramenet C. Prat de la Riba, 171                                                     | 41° 27′ 37″ N, 2° 12′ 48″ E / 41.460301°N,2.213327°E | IPA-20735     | Recinte Torribera (Santa Coloma de Gramenet) · Vegeu més fotos d'aquest monument · Carregueu una nova foto d'aquest monument                                         |
| Panteó Família Sagarra, Cementiri Vell de Santa Coloma de Gramenet                                    | BCIL 2009    | Modernisme XIX, XX                                | Santa Coloma de Gramenet Jardins d'Ernest Lluch                                                      | 41° 27′ 22″ N, 2° 12′ 35″ E / 41.455993°N,2.209843°E | IPA-20740     | Panteó Família Sagarra (Santa Coloma de Gramenet) · Vegeu més fotos d'aquest monument · Carregueu una nova foto d'aquest monument                                    |
| Casa dels Nins                                                                                        | BCIL 2009    | Eclecticisme XX (1924)                            | Santa Coloma de Gramenet Pl. de Manelic, 1                                                           | 41° 26′ 57″ N, 2° 12′ 38″ E / 41.449213°N,2.210457°E | IPA-20741     | Casa dels Nins (Santa Coloma de Gramenet) · Vegeu més fotos d'aquest monument · Carregueu una nova foto d'aquest monument                                            |
| Centre d'educació especial Josep Sol i Rodríguez, Centre d'Educació Especial Can Calvet               | BCIL 2009    | Darreres tendències Escola de Barcelona XX (1981) | Santa Coloma de Gramenet C. Almogàvers, 16                                                           | 41° 27′ 40″ N, 2° 12′ 35″ E / 41.460997°N,2.209686°E | IPA-20742     | Centre d'educació especial Josep Sol i Rodríguez (Santa Coloma de Gramenet) · Vegeu més fotos d'aquest monument · Carregueu una nova foto d'aquest monument          |
| Façana de Can Pedragosa                                                                               | BCIL 1987    | Noucentisme XIX Final                             | Santa Coloma de Gramenet C. del Pedró, 22-26, enderrocada, es preveu que es reconstrueixi al núm. 14 | 41° 27′ 06″ N, 2° 12′ 32″ E / 41.451775°N,2.208826°E | IPA-37746     | Façana de Can Pedragosa (Santa Coloma de Gramenet) · Vegeu més fotos d'aquest monument · Carregueu una nova foto d'aquest monument                                   |
| Masia al carrer Nou, 6                                                                                | BCIL 2009    | Obra popular XVIII                                | Santa Coloma de Gramenet C. Nou, 6                                                                   | 41° 27′ 11″ N, 2° 12′ 20″ E / 41.453188°N,2.205572°E | IPA-45471     | Masia al carrer Nou, 6 (Santa Coloma de Gramenet) · Vegeu més fotos d'aquest monument · Carregueu una nova foto d'aquest monument                                    |
| Can Banús                                                                                             | BCIL 2009    | Obra popular XIX                                  | Santa Coloma de Gramenet C. Josep Anselm Clavé, 11                                                   | 41° 27′ 10″ N, 2° 12′ 31″ E / 41.452662°N,2.208620°E | IPA-45472     | Can Banús (Santa Coloma de Gramenet) · Vegeu més fotos d'aquest monument · Carregueu una nova foto d'aquest monument                                                 |
| Can Sisteré                                                                                           | BCIL 2009    |                                                   | Santa Coloma de Gramenet C. Sant Carles                                                              | 41° 27′ 09″ N, 2° 12′ 27″ E / 41.452430°N,2.207431°E | IPA-45473     | Can Sisteré (Santa Coloma de Gramenet) · Vegeu més fotos d'aquest monument · Carregueu una nova foto d'aquest monument                                               |
| Farmàcia Altés                                                                                        | BCIL 2009    | XIX                                               | Santa Coloma de Gramenet C. del Pedró, 1 - pl. de la Vila                                            | 41° 27′ 07″ N, 2° 12′ 31″ E / 41.451943°N,2.208606°E | IPA-45474     | Farmàcia Altés (Santa Coloma de Gramenet) · Vegeu més fotos d'aquest monument · Carregueu una nova foto d'aquest monument                                            |
| Vil·la Esperança, o Torre de les Àligues                                                              | BCIL 2009    | Eclecticisme XX                                   | Santa Coloma de Gramenet C. de la Plata, 55                                                          | 41° 27′ 16″ N, 2° 12′ 52″ E / 41.454544°N,2.214504°E | IPA-45475     | Vil·la Esperança (Santa Coloma de Gramenet) · Vegeu més fotos d'aquest monument · Carregueu una nova foto d'aquest monument                                          |
| Casa al passeig Mossèn Jaume Gordi, 27                                                                | BCIL 2009    | Eclecticisme XX                                   | Santa Coloma de Gramenet Pg. Mossèn Jaume Gordi, 27                                                  | 41° 27′ 11″ N, 2° 12′ 41″ E / 41.453182°N,2.211291°E | IPA-45476     | Casa al passeig Mossèn Jaume Gordi, 27 (Santa Coloma de Gramenet) · Vegeu més fotos d'aquest monument · Carregueu una nova foto d'aquest monument                    |
| Can Collblanc                                                                                         | BCIL 2009    | Modernisme XX                                     | Santa Coloma de Gramenet C. dels Alps, 4-6 - c. de la Pedrera, 1-5                                   | 41° 27′ 18″ N, 2° 12′ 51″ E / 41.454887°N,2.214234°E | IPA-45477     | Can Collblanc (Santa Coloma de Gramenet) · Vegeu més fotos d'aquest monument · Carregueu una nova foto d'aquest monument                                             |
| Ca n'Altés                                                                                            | BCIL 2009    | XX                                                | Santa Coloma de Gramenet C. del Pedró, 10                                                            | 41° 27′ 06″ N, 2° 12′ 32″ E / 41.451754°N,2.208935°E | IPA-45478     | Ca n'Altés (Santa Coloma de Gramenet) · Vegeu més fotos d'aquest monument · Carregueu una nova foto d'aquest monument                                                |
| Casa al carrer Santa Eulàlia, 5-7                                                                     | BCIL 2009    |                                                   | Santa Coloma de Gramenet C. Santa Eulàlia, 5-7                                                       | 41° 27′ 14″ N, 2° 12′ 42″ E / 41.453845°N,2.211753°E | IPA-45480     | Casa al carrer Santa Eulàlia, 5-7 (Santa Coloma de Gramenet) · Vegeu més fotos d'aquest monument · Carregueu una nova foto d'aquest monument                         |
| Can Valls                                                                                             | BCIL 2009    | Noucentisme XX                                    | Santa Coloma de Gramenet C. del Pedró, 4                                                             | 41° 27′ 07″ N, 2° 12′ 31″ E / 41.451853°N,2.208554°E | IPA-45481     | Can Valls (Santa Coloma de Gramenet) · Vegeu més fotos d'aquest monument · Carregueu una nova foto d'aquest monument                                                 |
| Cases al passeig Mossèn Jaume Gordi, 29-31                                                            | BCIL 2009    | Noucentisme XX                                    | Santa Coloma de Gramenet Pg. Mossèn Jaume Gordi, 29-31                                               | 41° 27′ 12″ N, 2° 12′ 41″ E / 41.453274°N,2.211408°E | IPA-45482     | Cases al passeig Mossèn Jaume Gordi, 29-31 (Santa Coloma de Gramenet) · Vegeu més fotos d'aquest monument · Carregueu una nova foto d'aquest monument                |
| Cases al carrer Sant Antoni, 2-12                                                                     | BCIL 2009    | Obra popular XVIII-XIX                            | Santa Coloma de Gramenet C. Sant Antoni, 2-12                                                        | 41° 26′ 08″ N, 2° 12′ 50″ E / 41.435438°N,2.213799°E | IPA-45483     | Cases al carrer Sant Antoni, 2-12 (Santa Coloma de Gramenet) · Vegeu més fotos d'aquest monument · Carregueu una nova foto d'aquest monument                         |
| Cases al carrer Bonavista, 1-5                                                                        | BCIL 2009    | XIX                                               | Santa Coloma de Gramenet C. Bonavista, 1-5 - av. Sanatori, 27                                        | 41° 26′ 09″ N, 2° 12′ 49″ E / 41.435965°N,2.213635°E | IPA-45484     | Cases al carrer Bonavista, 1-5 (Santa Coloma de Gramenet) · Vegeu més fotos d'aquest monument · Carregueu una nova foto d'aquest monument                            |
| Cases annexes a Can Roig i Torres                                                                     | BCIL 2009    | XX                                                | Santa Coloma de Gramenet C. Dalt de la Ciutadella, 10-14                                             | 41° 27′ 13″ N, 2° 12′ 32″ E / 41.453511°N,2.209025°E | IPA-45485     | Cases annexes a Can Roig i Torres (Santa Coloma de Gramenet) · Vegeu més fotos d'aquest monument · Carregueu una nova foto d'aquest monument                         |
| Casa al carrer de Sant Joan, 8                                                                        | BCIL 2009    | Noucentisme XX                                    | Santa Coloma de Gramenet C. Sant Joan, 8                                                             | 41° 26′ 06″ N, 2° 12′ 51″ E / 41.435098°N,2.214174°E | IPA-45486     | Casa al carrer de Sant Joan, 8 (Santa Coloma de Gramenet) · Vegeu més fotos d'aquest monument · Carregueu una nova foto d'aquest monument                            |
| Casa al passeig Mossèn Jaume Gordi, 22                                                                | BCIL 2009    | XX                                                | Santa Coloma de Gramenet Pg. Mossèn Jaume Gordi, 22                                                  | 41° 27′ 10″ N, 2° 12′ 40″ E / 41.452854°N,2.211210°E | IPA-45487     | Casa al passeig Mossèn Jaume Gordi, 22 (Santa Coloma de Gramenet) · Vegeu més fotos d'aquest monument · Carregueu una nova foto d'aquest monument                    |
| Cases amb pati al carrer Rafael de Casanova, 45-49                                                    | BCIL 2009    | Noucentisme XX                                    | Santa Coloma de Gramenet C. Rafael de Casanova, 45-49 - c. de la Mare de Déu de la Mercè, 4          | 41° 27′ 09″ N, 2° 12′ 41″ E / 41.452373°N,2.211410°E | IPA-45488     | Cases amb pati al carrer Rafael de Casanova, 45-49 (Santa Coloma de Gramenet) · Vegeu més fotos d'aquest monument · Carregueu una nova foto d'aquest monument        |
| Cases al passeig Mossèn Jaume Gordi, 24-26                                                            | BCIL 2009    | XX                                                | Santa Coloma de Gramenet Pg. Mossèn Jaume Gordi, 24-26                                               | 41° 27′ 11″ N, 2° 12′ 41″ E / 41.452925°N,2.211315°E | IPA-45489     | Cases al passeig Mossèn Jaume Gordi, 24-26 (Santa Coloma de Gramenet) · Vegeu més fotos d'aquest monument · Carregueu una nova foto d'aquest monument                |
| Cases al passeig Mossèn Jaume Gordi, 12-16                                                            | BCIL 2009    | Noucentisme XX                                    | Santa Coloma de Gramenet Pg. Mossèn Jaume Gordi, 12-16 - c. Rafael de Casanova, 32-38                | 41° 27′ 09″ N, 2° 12′ 39″ E / 41.452550°N,2.210787°E | IPA-45490     | Cases al passeig Mossèn Jaume Gordi, 12-16 (Santa Coloma de Gramenet) · Vegeu més fotos d'aquest monument · Carregueu una nova foto d'aquest monument                |
| Casa al carrer Sant Isidre, 2-4                                                                       | BCIL 2009    | XIX                                               | Santa Coloma de Gramenet C. Sant Isidre, 2-4                                                         | 41° 27′ 16″ N, 2° 12′ 28″ E / 41.454417°N,2.207659°E | IPA-45492     | Casa al carrer Sant Isidre, 2-4 (Santa Coloma de Gramenet) · Vegeu més fotos d'aquest monument · Carregueu una nova foto d'aquest monument                           |
| Molí d'en Ribé                                                                                        | BCIL 2009    | Obra popular XIV, XVI                             | Santa Coloma de Gramenet Pl. Pau Casals                                                              | 41° 26′ 50″ N, 2° 12′ 36″ E / 41.447195°N,2.209923°E | IPA-45493     | Molí d'en Ribé (Santa Coloma de Gramenet) · Vegeu més fotos d'aquest monument · Carregueu una nova foto d'aquest monument                                            |
| Can Xiquet                                                                                            | BCIL 2009    | XX                                                | Santa Coloma de Gramenet C. Rafael de Casanova, 40                                                   | 41° 27′ 09″ N, 2° 12′ 40″ E / 41.452397°N,2.211139°E | IPA-45494     | Can Xiquet (Santa Coloma de Gramenet) · Vegeu més fotos d'aquest monument · Carregueu una nova foto d'aquest monument                                                |
| Antic Ball-Teatre Xaconet                                                                             | BCIL 2009    | XIX                                               | Santa Coloma de Gramenet C. Josep Anselm Clavé, 4                                                    | 41° 27′ 08″ N, 2° 12′ 30″ E / 41.452265°N,2.208443°E | IPA-45495     | Antic Ball-Teatre Xaconet (Santa Coloma de Gramenet) · Vegeu més fotos d'aquest monument · Carregueu una nova foto d'aquest monument                                 |
| Cooperativa La Colmena                                                                                | BCIL 2009    | Modernisme, noucentisme XX                        | Santa Coloma de Gramenet C. Sant Josep, 3                                                            | 41° 27′ 02″ N, 2° 12′ 35″ E / 41.450638°N,2.209747°E | IPA-45496     | Cooperativa La Colmena (Santa Coloma de Gramenet) · Vegeu més fotos d'aquest monument · Carregueu una nova foto d'aquest monument                                    |
| Col·legi Fuster                                                                                       | BCIL 2009    | XX                                                | Santa Coloma de Gramenet C. Sant Jeroni, 38                                                          | 41° 27′ 18″ N, 2° 12′ 30″ E / 41.454979°N,2.208364°E | IPA-45497     | Col·legi Fuster (Santa Coloma de Gramenet) · Vegeu més fotos d'aquest monument · Carregueu una nova foto d'aquest monument                                           |
| Acadèmia Manent                                                                                       | BCIL 2009    | XX                                                | Santa Coloma de Gramenet Pl. Manent, 1                                                               | 41° 27′ 14″ N, 2° 12′ 25″ E / 41.453956°N,2.207001°E | IPA-45498     | Acadèmia Manent (Santa Coloma de Gramenet) · Vegeu més fotos d'aquest monument · Carregueu una nova foto d'aquest monument                                           |
| Centre de Formació Professional La Bastida, Institut Martí i Pol                                      | BCIL 2009    | Darreres tendències XX                            | Santa Coloma de Gramenet C. Santa Eulàlia                                                            | 41° 27′ 30″ N, 2° 13′ 03″ E / 41.458245°N,2.217605°E | IPA-45500     | Centre de Formació Professional La Bastida (Santa Coloma de Gramenet) · Vegeu més fotos d'aquest monument · Carregueu una nova foto d'aquest monument                |
| Auditori Can Roig i Torres                                                                            | BCIL 2009    | Darreres tendències XXI                           | Santa Coloma de Gramenet C. Rafael de Casanova, 5                                                    | 41° 27′ 13″ N, 2° 12′ 34″ E / 41.453542°N,2.209443°E | IPA-45501     | Auditori Can Roig i Torres (Santa Coloma de Gramenet) · Vegeu més fotos d'aquest monument · Carregueu una nova foto d'aquest monument                                |
| Safareig                                                                                              | BCIL 2009    | XVII-XVIII                                        | Santa Coloma de Gramenet Pl. Montserrat Roig                                                         | 41° 27′ 13″ N, 2° 12′ 20″ E / 41.453745°N,2.205571°E | IPA-45502     | Safareig (Santa Coloma de Gramenet) · Vegeu més fotos d'aquest monument · Carregueu una nova foto d'aquest monument                                                  |
| Portal del Cementiri Vell                                                                             | BCIL 2009    | XVIII, XX                                         | Santa Coloma de Gramenet Cementiri Nou                                                               | 41° 27′ 47″ N, 2° 11′ 28″ E / 41.463065°N,2.191086°E | IPA-45503     | Portal del Cementiri Vell (Santa Coloma de Gramenet) · Vegeu més fotos d'aquest monument · Carregueu una nova foto d'aquest monument                                 |
| Panteó de la família Gordi                                                                            | BCIL 2009    | Neoclassicisme XX                                 | Santa Coloma de Gramenet Cementiri Nou                                                               |                                                      | IPA-45504     | Carregueu una nova foto d'aquest monument |
| Hospital de l'Esperit Sant: Pavelló A                                                                 | BCIL 2009    | XX                                                | Santa Coloma de Gramenet Av. de la Generalitat                                                       | 41° 26′ 20″ N, 2° 12′ 44″ E / 41.438941°N,2.212184°E | IPA-45505     | Hospital de l'Esperit Sant: Pavelló A (Santa Coloma de Gramenet) · Vegeu més fotos d'aquest monument · Carregueu una nova foto d'aquest monument                     |
| Hospital de l'Esperit Sant: Pavelló B                                                                 | BCIL 2009    | XX                                                | Santa Coloma de Gramenet                                                                             | 41° 26′ 23″ N, 2° 12′ 47″ E / 41.439665°N,2.213038°E | IPA-45506     | Hospital de l'Esperit Sant: Pavelló B (Santa Coloma de Gramenet) · Vegeu més fotos d'aquest monument · Carregueu una nova foto d'aquest monument                     |
| Pavelló de la Porteria del Recinte de Torribera                                                       | BCIL 2009    | Noucentisme XX                                    | Santa Coloma de Gramenet C. Prat de la Riba, 171                                                     | 41° 27′ 37″ N, 2° 12′ 48″ E / 41.46024°N,2.21334°E   | IPA-45507     | Pavelló de la Porteria del Recinte Torribera (Santa Coloma de Gramenet) · Vegeu més fotos d'aquest monument · Carregueu una nova foto d'aquest monument              |
| Edifici la Torre del Recinte de Torribera, abans Casa del Director                                    | BCIL 2009    | Noucentisme XX                                    | Santa Coloma de Gramenet C. Prat de la Riba, 171                                                     | 41° 27′ 37″ N, 2° 12′ 44″ E / 41.46032°N,2.21211°E   | IPA-45508     | Edifici la Torre del Recinte Torribera (Santa Coloma de Gramenet) · Vegeu més fotos d'aquest monument · Carregueu una nova foto d'aquest monument                    |
| Església i Pavelló Convent del Recinte de Torribera, abans Capella i Pavelló Marinas                  | BCIL 2009    | Noucentisme, historicisme XX, XXI                 | Santa Coloma de Gramenet C. Prat de la Riba, 171                                                     | 41° 27′ 46″ N, 2° 12′ 54″ E / 41.46268°N,2.21496°E   | IPA-45509     | Església i Pavelló Convent del Recinte Torribera (Santa Coloma de Gramenet) · Vegeu més fotos d'aquest monument · Carregueu una nova foto d'aquest monument          |
| Pavelló Canigó i Pavelló Montserrat del Recinte de Torribera, abans Pavellons Immaculada i Montserrat | BCIL 2009    | Noucentisme XX                                    | Santa Coloma de Gramenet C. Prat de la Riba, 171                                                     | 41° 27′ 50″ N, 2° 12′ 45″ E / 41.46384°N,2.21250°E   | IPA-45510     | Pavelló Canigó i Pavelló Montserrat del Recinte Torribera (Santa Coloma de Gramenet) · Vegeu més fotos d'aquest monument · Carregueu una nova foto d'aquest monument |
| Pavelló Gaudí i Pavelló Verdaguer del Recinte de Torribera, abans Pavellons Sant Pau i Lourdes        | BCIL 2009    | XX                                                | Santa Coloma de Gramenet C. Prat de la Riba, 171                                                     | 41° 27′ 42″ N, 2° 12′ 49″ E / 41.46168°N,2.21370°E   | IPA-45511     | Pavelló Gaudí i Pavelló Verdaguer del Recinte Torribera (Santa Coloma de Gramenet) · Vegeu més fotos d'aquest monument · Carregueu una nova foto d'aquest monument   |
| Tanatori del Recinte de Torribera, abans Pavelló Mortuori                                             | BCIL 2009    | Noucentisme XX                                    | Santa Coloma de Gramenet C. Prat de la Riba, 171                                                     | 41° 27′ 48″ N, 2° 12′ 40″ E / 41.46335°N,2.21114°E   | IPA-45512     | Vegeu més fotos d'aquest monument · Carregueu una nova foto d'aquest monument                                                                                        |
| Panteó de la família Sagarra de Canyet, Cementiri Vell de Santa Coloma de Gramenet                    | BCIL 2009    | Modernisme XIX                                    | Santa Coloma de Gramenet Jardins d'Ernest Lluch                                                      | 41° 27′ 21″ N, 2° 12′ 37″ E / 41.455918°N,2.210215°E | IPA-45513     | Panteó de la família Sagarra de Canyet (Santa Coloma de Gramenet) · Vegeu més fotos d'aquest monument · Carregueu una nova foto d'aquest monument                    |